# Li Jinshan
Li Jinshan es un deportista chino que compitió en judo. Ganó una medalla de plata en los Juegos Asiáticos de 1990, en la categoría de –78 kg.

## Palmarés internacional
| Juegos Asiáticos | Juegos Asiáticos | Juegos Asiáticos | Juegos Asiáticos |
| Año              | Lugar            | Medalla          | Categoría        |
| ---------------- | ---------------- | ---------------- | ---------------- |
| 1990             | Pekín (China)    | Medalla de plata | –78 kg           |